# Wilhelm Röttger
Wilhelm Friedrich Röttger (Hannover, 6 marzo 1894 – Hannover, 13 settembre 1946) è stato un boia tedesco durante il Terzo Reich. A lui viene attribuito almeno un terzo delle esecuzioni dei condannati a morte nelle prigioni naziste.

## Biografia
Wilhelm Röttger lavorò all'inizio come apprendista fabbro, quindi si arruolò volontario nella marina militare durante la prima guerra mondiale in qualità di fuochista su una nave. Al termine del conflitto, non riuscì più a trovare lavoro come fabbro e si impiegò dapprima come usciere presso una ditta funebre e successivamente come meccanico di automobili ad Hannover. Non sono noti i motivi secondo i quali, nel maggio 1940, sostituì Gottlob Bordt, che venne nominato boia a Poznań, e diventò primo assistente del boia Friedrich Hehr ad Hannover. Quando Hehr si ammalò nel novembre 1941, eseguì 26 esecuzioni al suo posto.
Nel giugno 1942, si candidò a diventare boia a Berlino e, a settembre, venne chiamato nel distretto di esecuzione IV, che comprendeva Berlino-Plötzensee e Brandeburgo-Görden. Lui e i suoi tre assistenti eseguirono diverse migliaia di esecuzioni, comprese quelle di massa durante le sanguinose notti del Plötzensee, dove nel settembre 1943 furono impiccate 324 persone.
Le sue esecuzioni hanno riguardato anche combattenti della resistenza tedesca al nazionalsocialismo, come quella nei confronti del diciassettenne Helmuth Hübener, decapitato nell'ottobre 1942, oppure verso i componenti del complotto del 20 luglio 1944.
Delle oltre 16.500 esecuzioni fatte durante il nazionalsocialismo, tra il 1933 e il 1945, 11.881 furono eseguite da tre boia, Johann Reichhart a Monaco di Baviera, Ernst Reindel nel Magdeburgo e Wilhelm Röttger a Berlino. Da solo eseguì il doppio di condanne a morte rispetto agli altri due colleghi Reindel e Reichhart assieme.
Fu scoperto, nel 1946, in un ospedale di Hannover. Morì poco dopo il suo arresto, nel carcere di Hannover, il 13 settembre 1946.